# Hiệu ứng gợn sóng
Hiệu ứng gợn sóng là một tình huống giống như những gợn sóng mở rộng trên mặt nước được tạo ra khi có một vật thể rơi xuống, một hiệu ứng từ trạng thái ban đầu có thể được lan dần ra bên ngoài.
Hiệu ứng gợn sóng là cách gọi thông tục của multiplier trong kinh tế vĩ mô. Ví dụ, hành vi giảm chi tiêu của người này sẽ làm giảm thu nhập của người và khả năng chi tiêu của họ.
Trong xã hội học, hiệu ứng gợn sóng có thể được quan sát trong tương tác xã hội có thể ảnh hưởng đến các tình huống không liên quan trực tiếp đến tương tác ban đầu, và trong các hoạt động từ thiện nơi thông tin có thể được phổ biến và truyền từ cộng đồng này sang cộng đồng khác để mở rộng tác động của nó.
Khái niệm này đã được áp dụng trong khoa học máy tính trong lĩnh vực đo lường phần mềm như là một thước đo phức tạp.

## Ví dụ

### Hiệu ứng Weinstein và sự trỗi dậy của phong trào Me Too
Vào tháng 10 năm 2017, theo The New York Times hàng chục cô gái đã lên tiếng việc bị nhà sản xuất phim người Mỹ Harvey Weinstein, cựu sáng lập của Miramax Films và ông chủ của hãng Weinstein, đã sàm sỡ, hiếp dâm, lạm dụng tình dục họ trong khoảng thời gian ba mươi năm.
Ngay sau khi có hơn tám mươi lời buộc tội, Harvey đã bị sa thải khỏi công ty riêng của mình, bị trục xuất khỏi Viện hàn lâm Khoa học và Nghệ thuật điện ảnh Mỹ và các hiệp hội nghề nghiệp khác, và thậm chí đã nghỉ hưu theo quan điểm của cộng đồng. Những cáo buộc chống lại ông đã dẫn tới hiệu ứng Weinstein, một xu hướng toàn cầu liên quan đến một loạt các cáo buộc sai trái về tình dục đối với những người đàn ông nổi tiếng khác ở Hollywood như Louis CK và Kevin Spacey. Hiệu ứng dẫn đến sự khởi xướng phong trào Me Too gây tranh cãi, nó thúc đẩy mọi người chia sẻ kinh nghiệm họ phải trải qua trong quá khứ về quấy rối hay tấn công tình dục.

### Ảnh hưởng của thất nghiệp đến mọi người
Như Cục thống kê lao động Hoa Kỳ lưu ý, khi người lao động mất việc làm, gia đình họ sẽ mất tiền lương, và quốc gia mất đi sự đóng góp của họ cho nền kinh tế, hàng hóa hoặc dịch vụ đáng ra họ có thể được sản xuất được. Người lao động thất nghiệp cũng mất sức mua, việc này có thể dẫn đến thất nghiệp cho những người lao động khác, tạo ra hiệu ứng gợn sóng theo tầng qua nền kinh tế.